# Christoph Maucher
Christoph Maucher, né le 24 octobre 1642 à Schwäbisch Gmünd et mort dans le 1er quart du XVIIIe siècle probablement à Dantzig, est un sculpteur allemand.

## Biographie
Christoph Maucher est né le 24 octobre 1642 à Schwäbisch Gmünd. Fils de Johann Georg Maucher (1604-1680), Christoph a un frère, Johann Michael Maucher (de).
Il est actif à Gdansk vers 1670.
D'après le Bénézit, il est mort vers 1705 probablement à Gdańsk, d'après le Grove Art Online c'est en 1721.

## Œuvres
- Jugement de Pâris[5]
- Cimon et Pera
- (de) Herkules als Bezwinger der Lernäischen Hydra und des Nemäischen Löwen

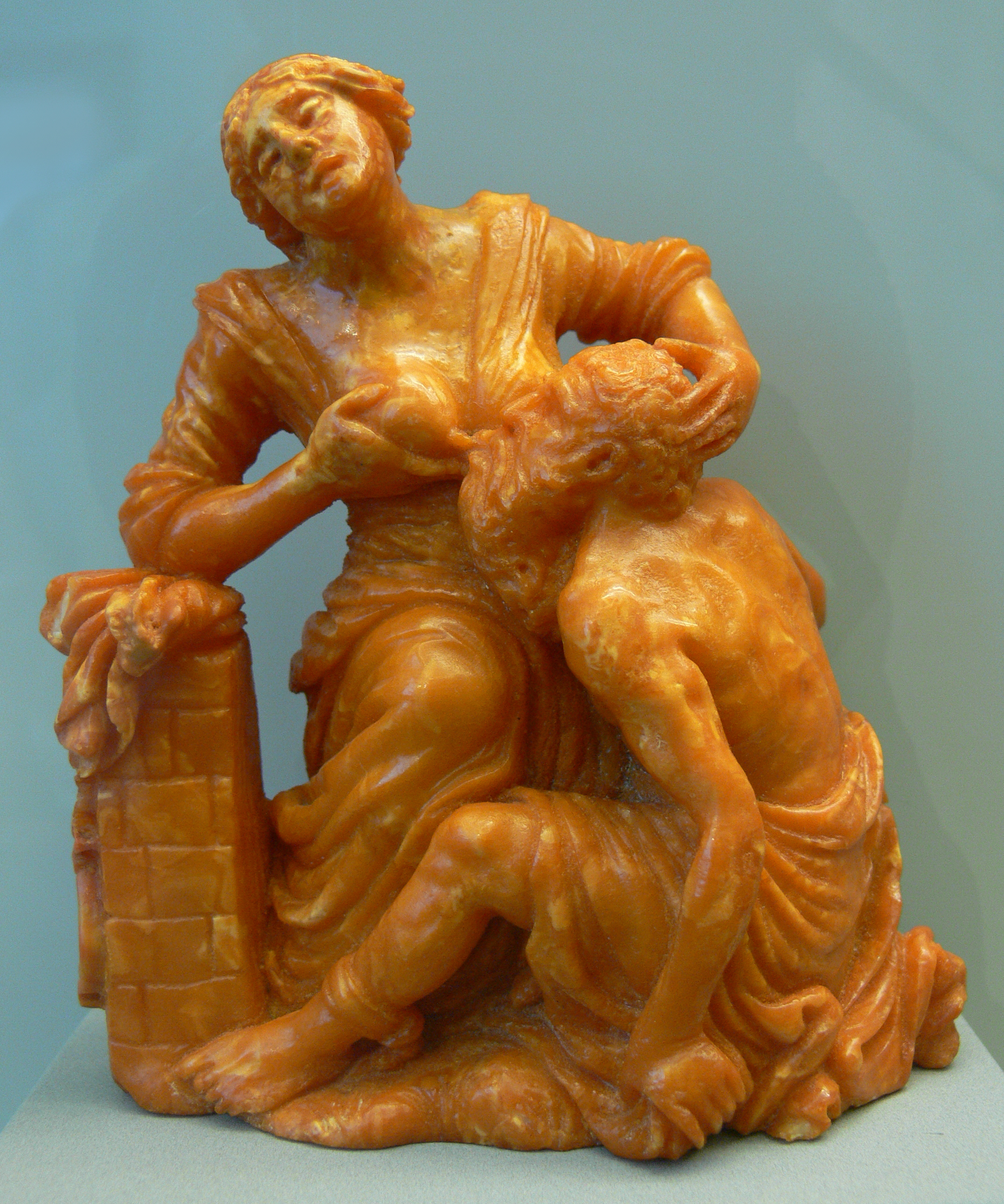
Cimon et Pera, 1690, inspiré de la scène appelée charité romaine.
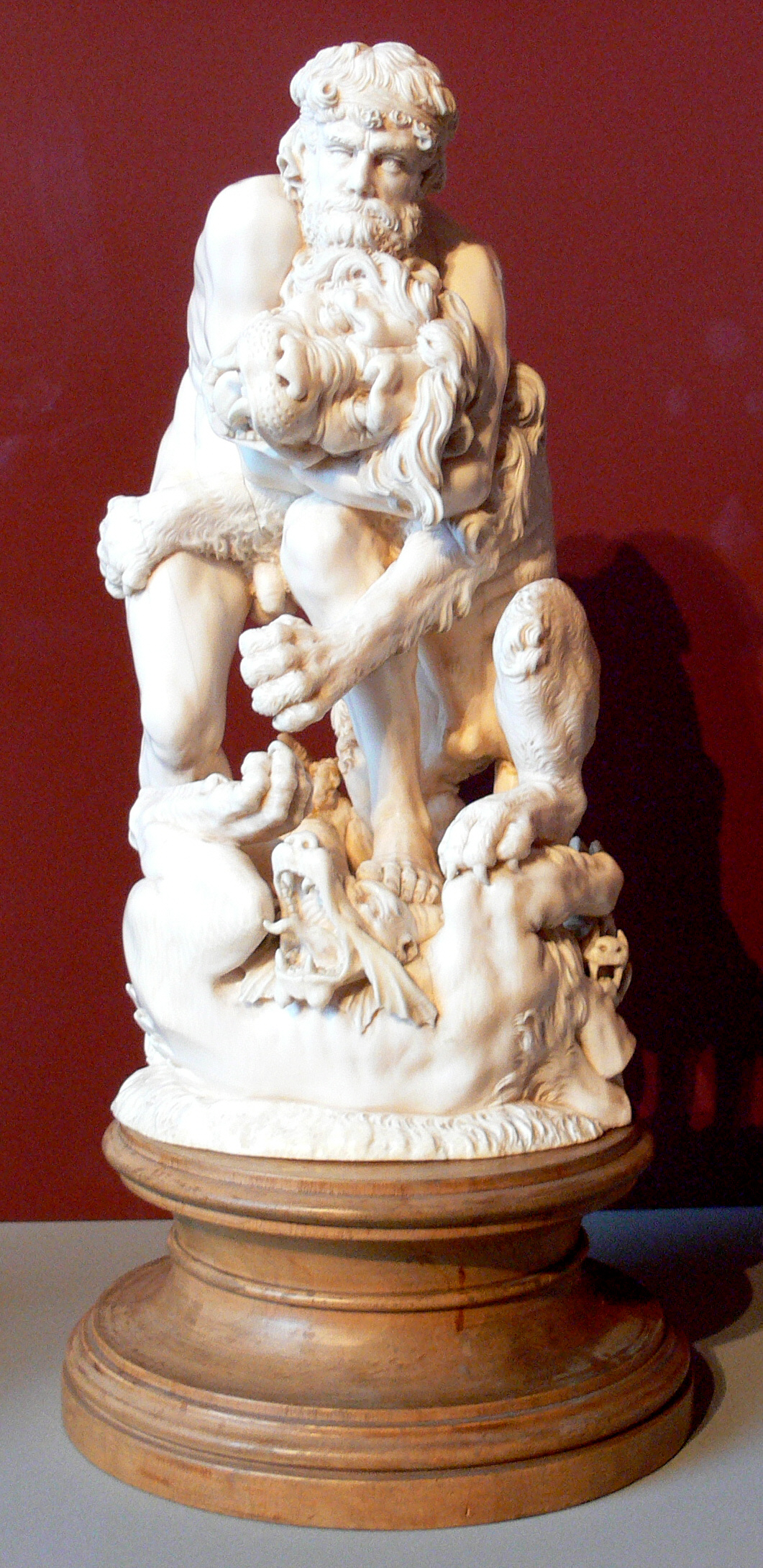
(de) Herkules als Bezwinger der Lernäischen Hydra und des Nemäischen Löwen, avant 1695, sculpture en ivoire, Musée de Bode à Berlin